# The Hand of Chaos
The Hand of Chaos (1993) este al cincilea roman scris de Margaret Weis și Tracy Hickman din seria The Death Gate.